# Cymothoe melanjae
Cymothoe melanjae är en fjärilsart som beskrevs av George Thomas Bethune-Baker 1926. Cymothoe melanjae ingår i släktet Cymothoe och familjen praktfjärilar. Inga underarter finns listade i Catalogue of Life.